# Индекс евро

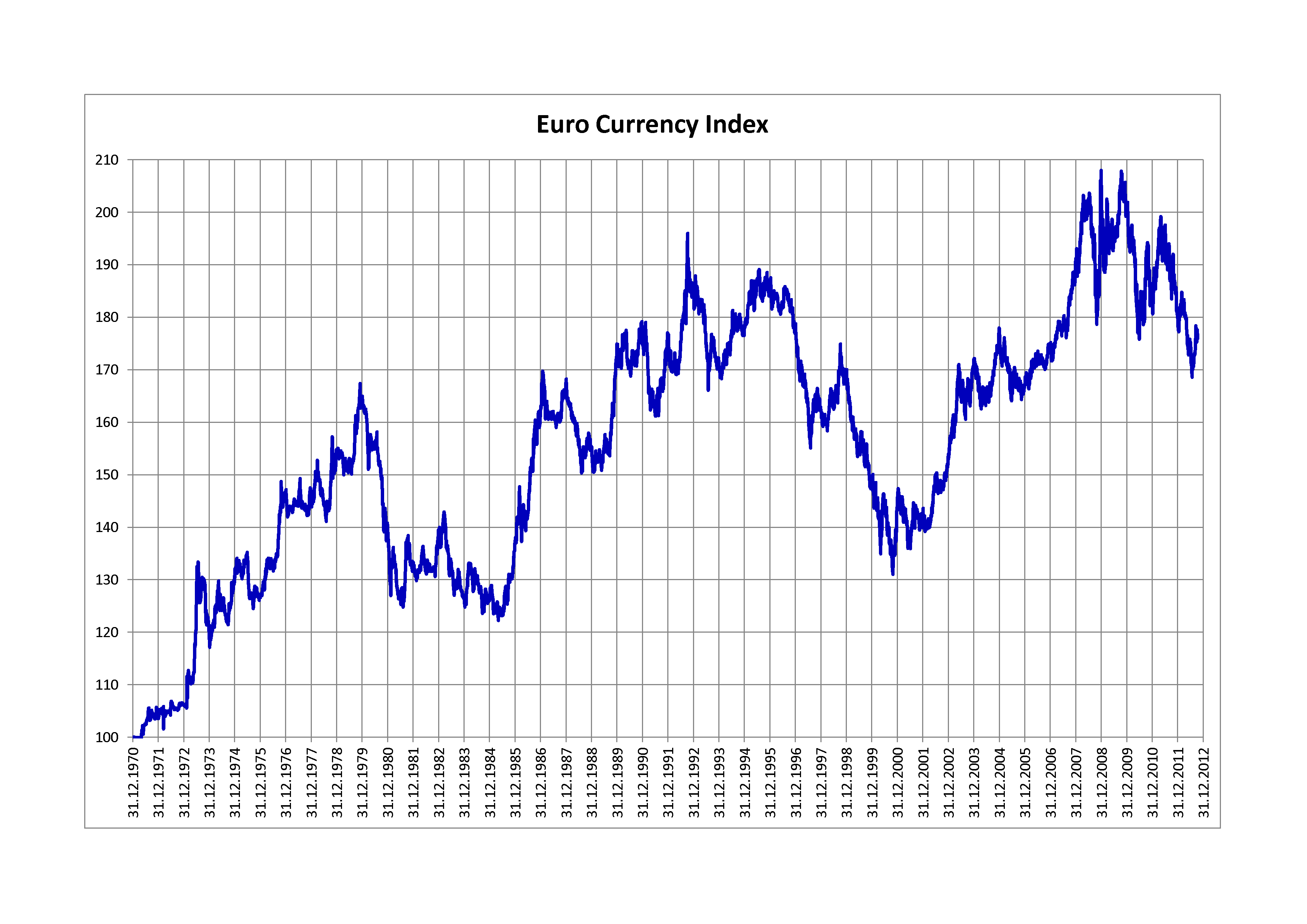
Индекс евро с 1999 года

Индекс евро (Euro Currency Index, ECX, EURX) — средний показатель изменения курсов пяти мировых валют (доллара США, британского фунта, японской йены, швейцарского франка и шведской кроны) по отношению к евро.
Как торговый инструмент, индекс евро введён 13 января 2006 года на бирже New York Board of Trade (NYBOT), тикеры ECX, EURX или E.
Индекс евро стал «эталоном» текущей стоимости единой европейской валюты для участников международных финансовых рынков, а также инструментом для проведения торговых операций.

## Расчёт EURX
Расчёт индекса евро по корзине из пяти валют совпадает с данными, используемыми Европейским Центральным Банком при расчётах
торгово-взвешенного индекса евро по валютам тех стран, которые образуют основной внешнеторговый оборот стран Еврозоны. Большая часть международной торговли стран, входящих в Еврозону, приходится на США (31.55 %), далее следуют Великобритания — 30,56 %, Япония — 18,91 %, Швейцария — 11,13 % и Швеция — 7,85 %.
Основные принципы расчёта текущего значения индекса евро аналогичны принципам, применяемым при расчете индекса доллара США (USDX). Индекс евро рассчитывается с использованием метода расчета среднего геометрического взвешенного значения:
{\displaystyle EURX=34.38805726*EURUSD^{0.3155}*EURGBP^{0.3056}*EURJPY^{0.1891}*EURCHF^{0.1113}*EURSEK^{0.0785}}
где в качестве степени используется вес данной контрвалюты в корзине евро (%/100).